# Voltaj
Voltaj is een Roemeense band.

## Biografie
Voltaj werd in 1982 opgericht onder het communistische bewind van Nicolae Ceaușescu. Doorheen de jaren kwamen er steeds nieuwe artiesten bij en verlieten sommigen de band. In 2005 won Voltaj een MTV Europe Music Awards voor beste Roemeense act. Tien jaar later, op 8 maart 2015, nam de band deel aan Selecția Națională, de Roemeense nationale preselectie voor het Eurovisiesongfestival. Met het nummer De la capăt won Voltaj Selecția Națională 2015, waardoor de groep Roemenië mocht vertegenwoordigen op het Eurovisiesongfestival 2015 in de Oostenrijkse hoofdstad Wenen. De band haalde er de finale mee en bereikte daarin de 15de plaats.